# Pablo Sánchez López
Pablo Sánchez López (* 9. Februar 1990 in Mexiko-Stadt) ist ein mexikanischer Rennfahrer.

## Karriere

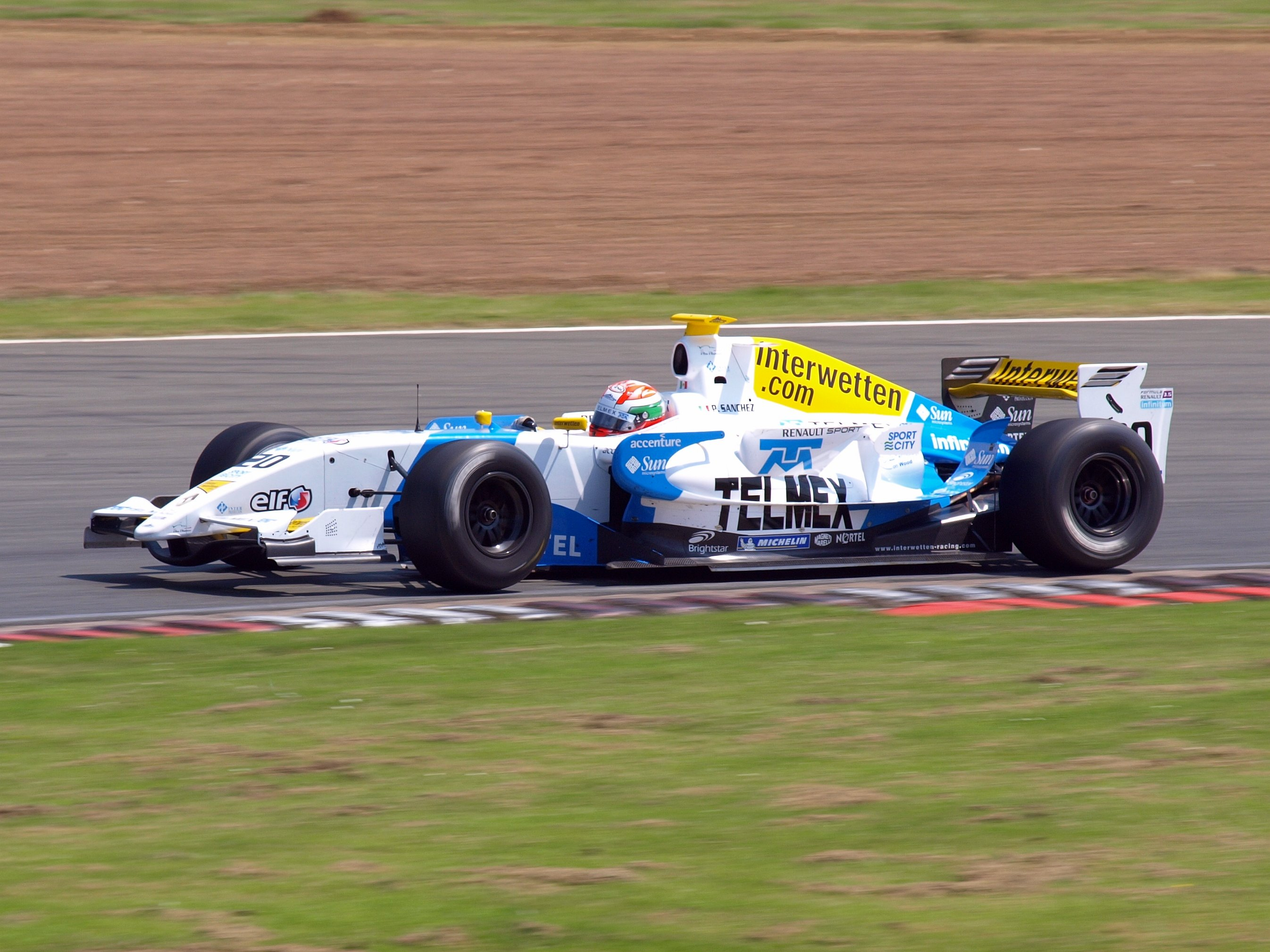
Pablo Sánchez López 2008 beim Rennen in Silverstone.

Sánchez López begann seine Motorsportkarriere 1999 im Kartsport, den er bis 2004 ausübte. 2005 macht er seine ersten Erfahrungen im Formelsport in der argentinischen Formel Renault und der US-amerikanischen Formel Dodge. 2006 wechselte der Mexikaner nach Europa und ging in der italienischen Formel Renault und im Formel Renault 2.0 Eurocup an den Start. 2007 fuhr Sánchez López parallel in der internationale Formel Master und in der italienischen Formel-3-Meisterschaft und belegte in beiden Meisterschaften den dritten Gesamtrang. 2008 lag das Hauptaugenmerk des Nachwuchsrennfahrers auf der World Series by Renault, in der er den 17. Platz in der Gesamtwertung belegte. Außerdem nahm er an einigen Rennen der internationalen Formel Master teil. 2009 kehrte der nun 19-jährige Rennfahrer in die italienische Formel-3-Meisterschaft zurück und belegte am Saisonende erneut den dritten Platz im Gesamtklassement. Außerdem hatte er mit vier Siegen genauso viele Rennen wie der Meister Daniel Zampieri gewonnen.
Als Belohnung für seine Leistungen in der Formel 3 hat Sánchez López am 3. Dezember 2009 an Formel-1-Testfahren für Ferrari teilgenommen. 2010 startete er für das Addax Team in der neugegründeten GP3-Serie. Am Saisonende belegte er den 30. Gesamtrang.

## Statistik

### Karrierestationen
- 1999–2004: Kartsport
- 2005: US-amerikanische Formel Dodge (Platz 14)
- 2006: Italienische Formel Renault (Platz 16); Formel Renault 2.0 Eurocup
- 2007: Italienische Formel-3-Meisterschaft (Platz 3); Internationale Formel Master (Platz 3)
- 2008: World Series by Renault (Platz 17); Internationale Formel Master (Platz 12)
- 2009: Italienische Formel-3-Meisterschaft (Platz 3)
- 2009: Formel 1 (Testfahrer)
- 2010: GP3-Serie (Platz 30)

### Sebring-Ergebnisse
| Jahr | Team                     | Fahrzeug    | Teamkollege    | Teamkollege       | Platzierung | Ausfallgrund |
| ---- | ------------------------ | ----------- | -------------- | ----------------- | ----------- | ------------ |
| 2012 | Merchant Services Racing | Oreca FLM09 | Chapman Ducote | Javier Echeverria | Rang 24     |              |